# Comuna Perehrestove, Zaharivka
Perehrestove (în ucraineană Перехрестове) este o comună în raionul Frunzivka, regiunea Odesa, Ucraina, formată din satele Perehrestove (reședința), Perehrestove Perșe și Petrivka.

## Demografie
Componența lingvistică a comunei Perehrestove
     Ucraineană (90,03%)
     Română (5,41%)
     Rusă (3,26%)
     Alte limbi (1,18%)
Conform recensământului din 2001, majoritatea populației comunei Perehrestove era vorbitoare de ucraineană (90,03%), existând în minoritate și vorbitori de română (5,41%) și rusă (3,26%).